# Rev II

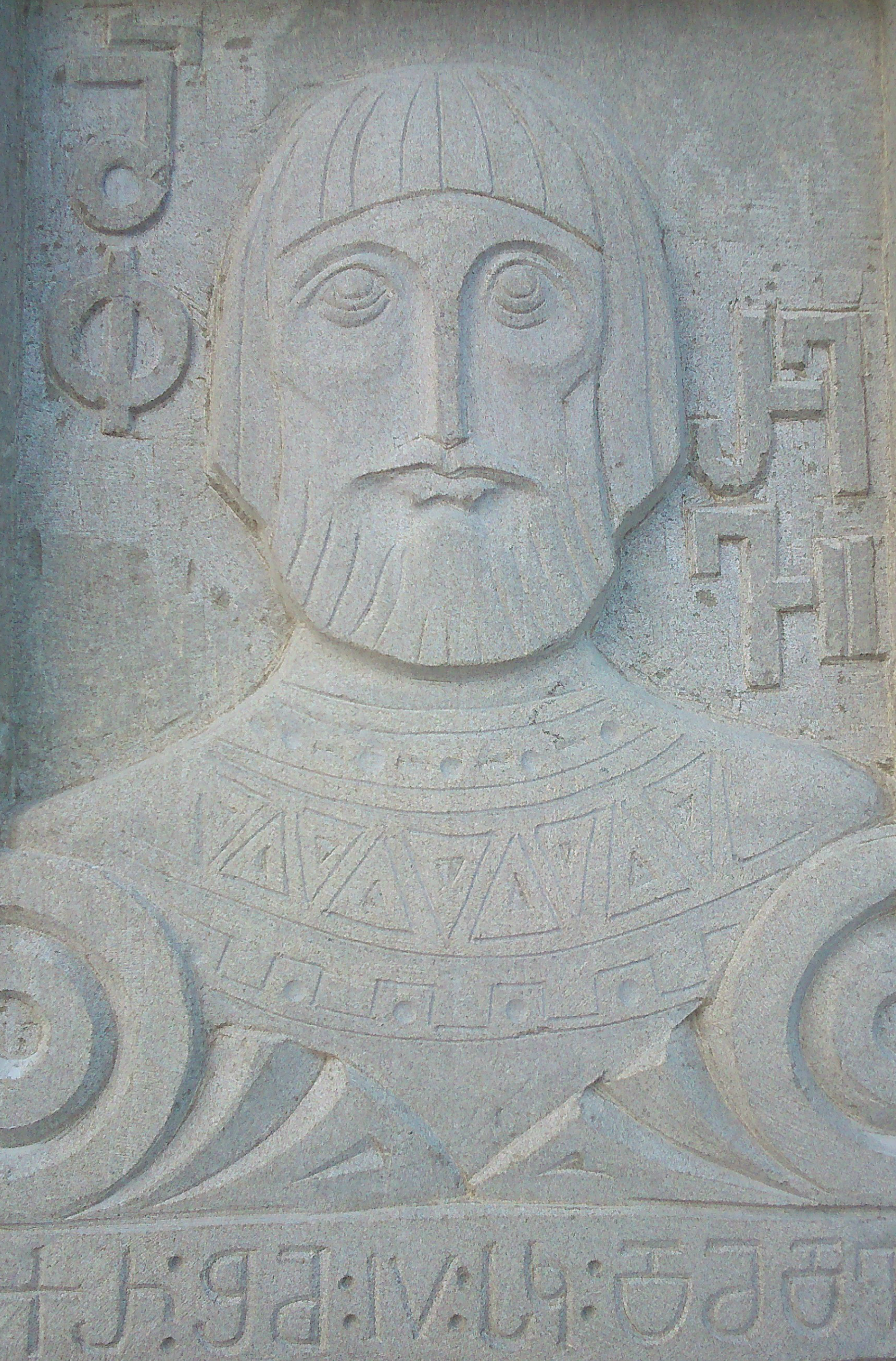
Retrato de Rev II

Rev II (en georgiano: რევ II) fue un príncipe del Reino de Iberia de la Dinastía cosroida, conocida nativamente como Kartli, al este de Georgia) que funcionó como co-rey de su padre Mirian III, el primer rey cristiano. Era un gobernante georgiano y su madre era Nana de Iberia. El profesor Cyrille Toumanoff sugiere los años 345-361 como el período de su reinado conjunto.
Según las crónicas georgianas medievales, Rev tenía un palacio en Ujarma, en la provincia oriental de  Kajetia. Se casó con Salomé, hija del rey Tiridates III de Armenia y su esposa, la reina Ashkhen. Salomé desempeñó un papel en la conversión de Iberia c. 337. Rev murió antes que su padre y probablemente en el mismo año que él. El supuesto primer hijo de Rev, Sauromaces, desconocido para la tradición histórica georgiana, sucedió entonces a Mirian en el 361. Su segundo hijo, Tiridates, conocido por las crónicas georgianas, reinó en Iberia desde c. 394 hasta 406.